# Exponát roku 1827
Exponát roku 1827 je českým akčním moderním němým filmem. Režíroval ho Miroslav Gavelčík.

## Příběh
Nikdy nevíte, co všechno se může přihodit na zdánlivě nevinné dovolené, ze kterých si rádi odnášíme zážitky zaznamenané kamerou. Jeden takový byl i turista Franta, který, i když nechtěně, spustil lavinu dramatických situací. A to jenom proto, že hledáček jeho kamery náhodou zachytil na ukrajinském nádraží dva mafiány, kteří si předávali tajemný kufřík. Co bylo obsahem tohoto kufříku a jaký byl jeho další osud, se dozvíte ve filmu

## Obsazení
- David Wagner
- Michaela Kosiecová
- Peter Lištván
- Lubomír Hykl
- David Ninger
- Lenka Šlachtová
- Matyáš Čuřík
- Pavel Kučera
- Stanislav Konečný
- Marek Sokola
- Markéta Maradová
- Zdeněk Pavelka